# Saleem Nazim
Saleem Nazim (en urdu: سلیم ناظم‎; Lyallpur, Dominio de Pakistán; 1 de enero de 1955 – Faisalabad, Pakistán; 7 de mayo de 2025) fue un jugador de hockey sobre hierba pakistaní.

## Carrera
Ganó la medalla de bronce en los Juegos Olímpicos de Montreal 1976 donde vencieron en el partido por el tercer lugar a Países Bajos, a pesar de las críticas de la selección nacional por su participación que fue considerada como pobre.
También ganó la medalla de oro en los Juegos Asiáticos de 1974 en Teherán donde vencieron en la final a sus vecinos de India.